# Joseph Höger

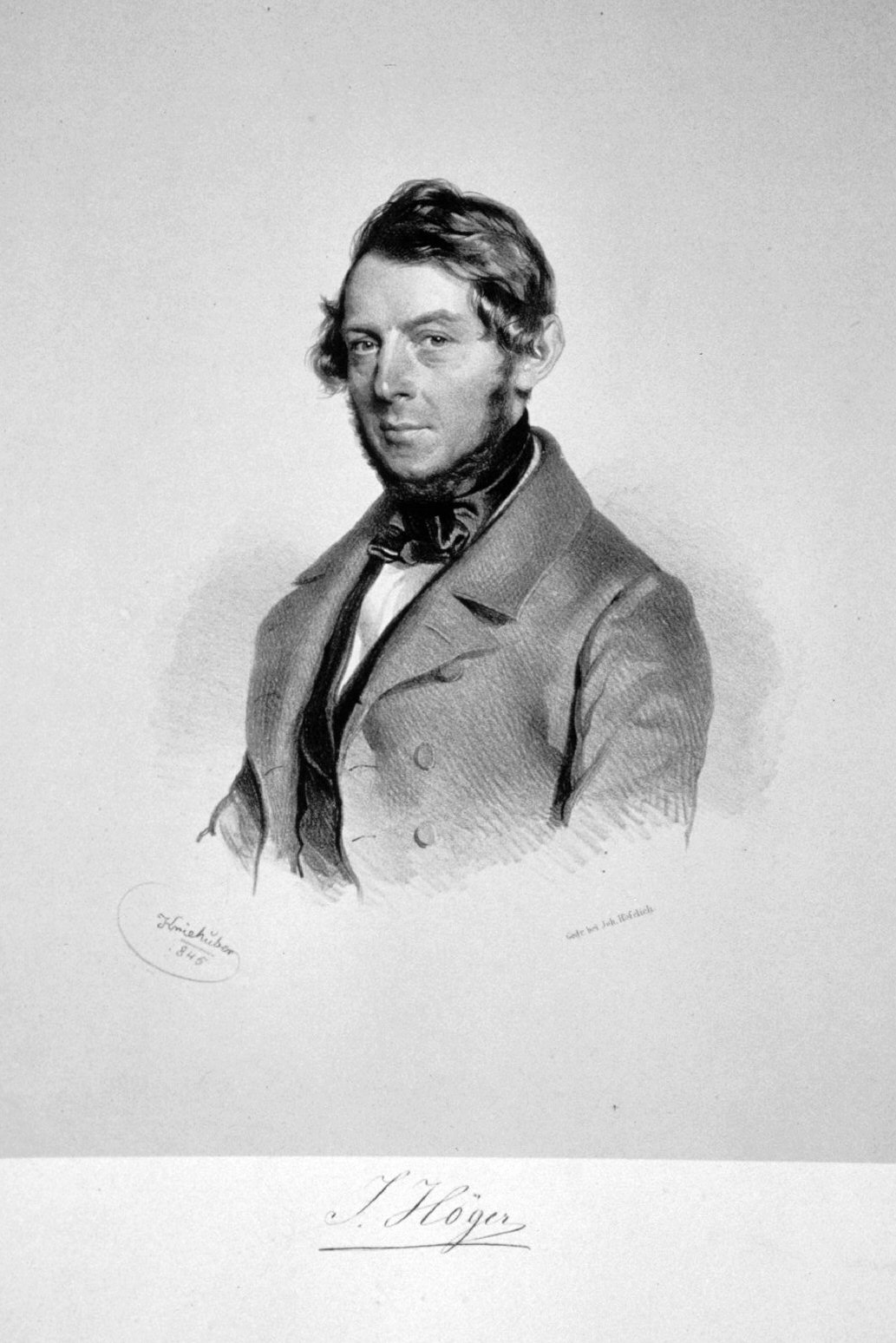
Josef Höger, Lithographie von Josef Kriehuber, 1845

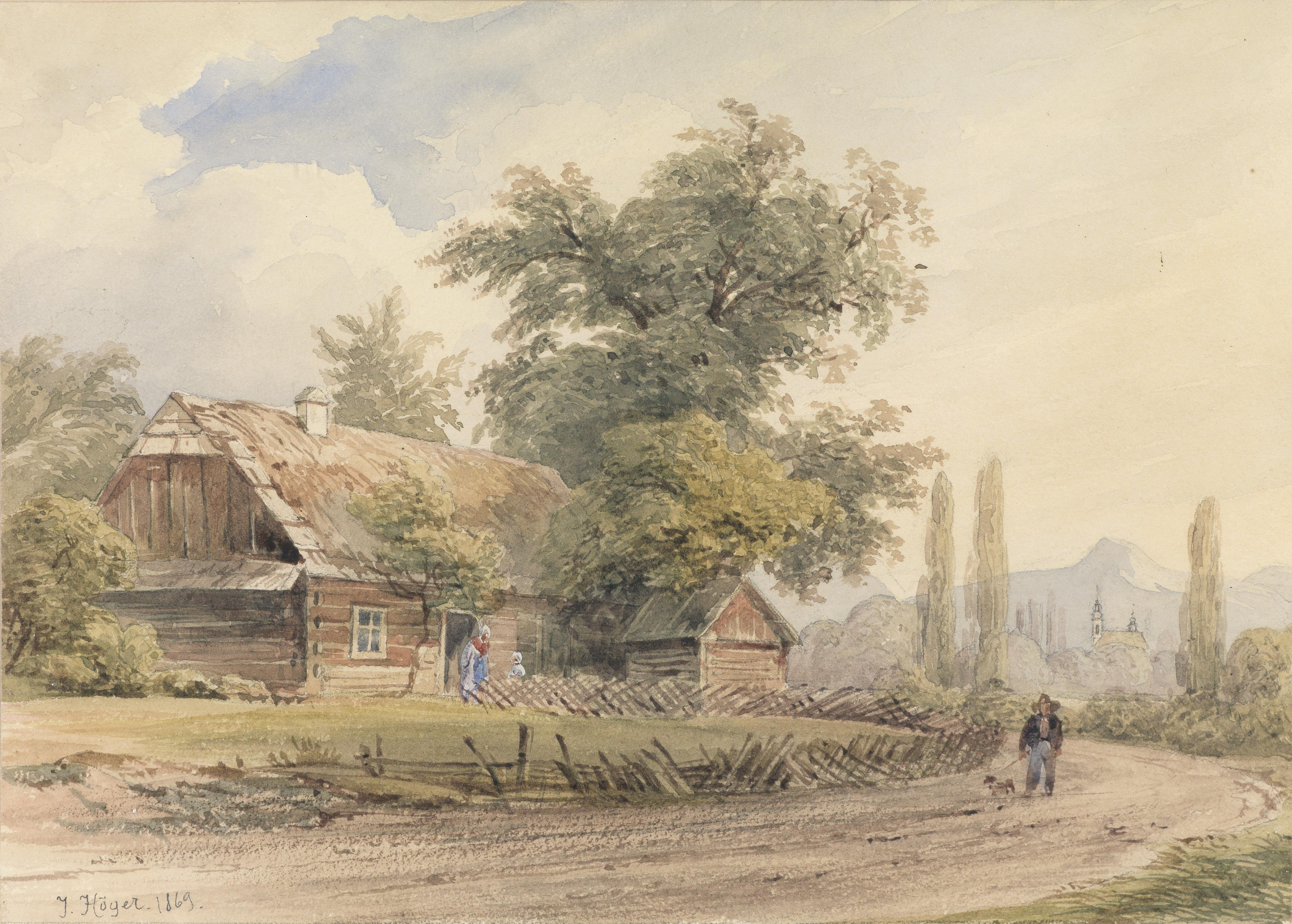
Joseph Höger: Motiv aus Paskau bei Ostrau (1869)

Joseph Höger (* 3. November 1801 in Wien; † 13. Mai 1877 ebenda) war ein österreichischer Landschaftsmaler, Aquarellist, Radierer und Lithograf.
Höger unternahm gemeinsam mit seinem Schwager Friedrich Gauermann mehrere Kunstwanderungen, so 1838 nach Venedig und Oberitalien.
1843 wurde er Professor an der Wiener Akademie, an der er auch studiert hatte.
Bekannt ist er wegen seiner stimmungsvollen und zugleich auch dramatischen Wald- und Gebirgslandschaften, aber auch durch seine feinen und detailgetreuen Aquarelle. Deshalb wurde ihm im Freundeskreis scherzhaft der Spitzname „Bäume-Raffael“ verliehen. Viele seiner Blätter dienten aus diesem Grund als Vorlagen für Lithographien.